# Carl Benda
Carl Benda (ur. 30 grudnia 1857 w Berlinie, zm. 24 maja 1932 w Turynie) – niemiecki anatom i patolog. Jako pierwszy użył terminu mitochondrium. 

## Życiorys
Studiował medycynę w Berlinie, Heidelbergu, Wiedniu i Paryżu. Tytuł doktora medycyny uzyskał w 1881. Następnie był asystentem w instytutach patologicznych w Halle (Saale) i Getyndze oraz w Instytucie Fizjologicznym w Berlinie. W 1888 habilitował się z anatomii w Berlinie. Od 1894 do 1907 prosektor w Stadt-Krankenhaus am Urban, od 1899 profesor tytularny. Od 1908 do 1925 prosektor w Instytucie Patologii szpitala Moabit. W 1921 został profesorem honorowym, w 1925 przeszedł na emeryturę. Zmarł w maju 1932. Jego synem był lekarz Clemens Ernst Benda (1898–1975).
W 1898, używając fioletu krystalicznego, uwidocznił w preparatach histologicznych struktury, którym nadał nazwę mitochondriów – używaną do dziś. W 1901 roku wykazał, że w przysadce u chorych z akromegalią guz w płacie przednim utworzony jest z chromofilnych (kwasochłonnych) komórek.

## Wybrane prace
- Zur Statistik der Conjunctivitis blennorrhoica. Berlin: Schade, 1880
- Carl Benda, Paula Günther. Histologischer Handatlas. Franz Deuticke, Wien-Leipzig 1895
- Die Dentinbildung in den Hautzähnen der Selachier[7]. (1881)
- Untersuchungen über den Bau des funktionirenden Samenkanälchens einiger Säugethiere und Folgerungen für die Spermatogenese dieser Wirbelthierklasse[8]. (1887)
- Untersuchungen über die Elemente des Molluscum contagiosum (1895)